# 大湊町 (青森県)
大湊町（おおみなとまち）は、青森県下北郡にあった町。現在のむつ市大湊。
戦前に日本海軍の軍港（大湊港）として栄え、戦後も海上自衛隊大湊地方隊が置かれている。

## 歴史
- 1889年（明治22年）4月1日 - 町村制施行により下北郡大湊村、大平村、城ヶ沢村が合併して、大湊村が発足。
- 1905年（明治38年）12月12日 - 日本海軍の大湊要港部が設置される。
- 1928年（昭和3年）11月10日 - 町制施行し大湊町となる。
- 1941年（昭和16年）11月20日 - 大湊要港部が大湊警備府に昇格。
- 1945年（昭和20年）8月9日〜10日 - 大湊空襲
- 1959年（昭和34年）9月1日 - 下北郡田名部町と合併し、大湊田名部市が成立し消滅。

## 公共施設等
田名部町との合併時点

### 郵便局
- 大湊郵便局
- 大湊宇曾利川郵便局
- 大湊駅前郵便局

### 教育機関
- 大湊高等学校（全日制・定時制）
- 大湊中学校
- 角違中学校
- 大湊小学校
- 大平小学校
- 城ケ沢小学校
- 角違小学校

### 交通機関
- 国鉄
  - 大湊線大湊駅
  - 青森車掌区大湊支区
  - 大湊機関区
  - 青森客車区大湊支区

### その他の機関
- 田名部公共職業安定所大湊分室
- 電電公社
  - 大湊電報電話局
  - 釜臥無線中継所
- 青森刑務所大湊刑務支所
- 国立療養所大湊病院
- 青森銀行大湊支店
- 青和銀行（みちのく銀行の前身）大湊支店